# Carex hispida
Carex hispida es una especie de planta herbácea de la familia de las  ciperáceas.

## Descripción
Planta con rizoma muy grueso con fascículos de tallos y estolones con escamas pardo-negruzcas. Tallos de 50-160 (-210) cm de altura, robustos, obtusamente trígonos. Hojas de 4-8 mm de anchura, haciéndose revolutas con la desecación, verde intenso, con lígula 2-3 veces más larga que ancha, subtriangular. Inflorescencia con 3-5 (-8) espiguillas masculinas terminales y 2-4 femeninas, sentadas o subsentadas, erectas. Bráctea inferior de la inflorescencia envainante. Glumas de las flores femeninas generalmente más largas que los utrículos, de cortamente mucronadas a largamente aristadas, con arista de 2 mm, gruesa y con margen escábrido. Glumas de las flores masculinas subobtusas, con margen denticulado. Utrículos de 3,7-5 mm, 2 veces más anchos que las glumas, obovoideos, con margen híspido con aguijones de c. 0,1 mm y superficie escábrida, más o menos marcadamente nevados: pico de 0,20,6 mm, emarginado, con una mancha parda apical. Aquenios con apículo generalmente recto. Estilo con 3 brazos estilares.  Florece de abril a mayo.

## Distribución y hábitat
Se encuentra en las comunidades de grandes cárices en las orillas de ríos y lagunas, y otros suelos encharcados, al menos temporalmente; prefiere los suelos carbonatados; a una altitud de  0-1400 metros en la Región mediterránea, introducida en América del Sur. 

## Taxonomía
Carex hispida fue descrita por Willd. ex Schkuhr y publicado en Beschreibung und Abbildung der Theils bekannten 1: 63. 1801.
Etimología
Ver: Carex
hispida; epíteto latino  que significa "erizado".
Citología
Número de cromosomas de Carex hispida (Fam. Cyperaceae) y táxones infraespecíficos: 2n=38
Sinonimia
- Carex acutiformis Brot.
- Carex echinata Desf.
- Carex lasiochlaena Kunth
- Carex longiaristata Biv.
- Carex obtusangula Salzm. ex Nyman[5]

## Nombres comunes
- Castellano: juncia, morcillera, uncia.[6]